# Maria Laufenberg
Maria Laufenberg (* 13. Mai 1910 in Nilvingen; † 7. März 1944 in Mechernich) war ein Mitglied der Schönstattbewegung und Opfer des Nationalsozialismus.

## Leben
Maria Laufenberg wuchs mit sechs älteren Geschwistern zunächst bei Thionville in Lothringen auf, ab 1919 in Duisburg. Sie bestand das Abitur und studierte an den Universitäten Köln und Münster die Fächer Deutsch, Französisch und Geschichte. 1934 machte sie das Examen als Mittelschullehrerin, konnte jedoch keine Anstellung finden.
In dieser Phase lernte sie 1935 die Schönstattbewegung kennen. Als sie 1936 eine Stelle als Hauslehrerin wegen Erkrankung wieder verlor, entschied sie sich gegen den Eintritt in den Karmel und für ein geweihtes Leben im Alltag. Im Oktober 1937 wurde sie Volksschullehrerin in Osnabrück. Sie weigerte sich, die Forderung nach Einführung der nationalsozialistischen Gemeinschaftsschule zu unterschreiben, und wurde im April 1938 nach Esterwegen im Emsland strafversetzt (Standort des KZ Esterwegen), wo sie Drangsalierungen ausgesetzt war und erfolglos mehrere Versetzungsanträge stellte. Im Winter 1939/1940 zog sie sich in der nicht heizbaren Wohnung eine Lungenentzündung zu und war von Juni bis Dezember 1940 zur Kur in Nordrach im Schwarzwald. Den anschließenden sechsmonatigen Erholungsurlaub nutzte sie zur Vorbereitung auf das Noviziat des Säkularinstituts Frauen von Schönstatt, zu dem es nicht kam, weil der geistliche Betreuer, Pater Albert Eise, verhaftet wurde.
Den in Dissen bei Osnabrück wieder aufgenommenen Schuldienst musste sie nach Pfingsten 1943 wegen neuerlicher Lungenerkrankung unterbrechen; sie konnte erst im September 1943 in Begleitung zum Sanatorium in Sackenbach am Main. Die dort erlittenen Schmerzen nahm sie als von Gott zugedacht dankbar an. Da sie aus statistischen Gründen nicht im Sanatorium sterben durfte, wurde sie am 7. Februar 1944 mit dem Zug in das Kreuserstift in Mechernich in der Nordeifel gebracht und starb dort am Tage darauf. Sie wurde am 14. März 1944 in Duisburg beigesetzt und am 7. Oktober 1990 nach Schönstatt umgebettet. Auf dem Grabstein stehen ihre Worte: „Seid Menschen der großen Liebe – das ist das Entscheidende“.

## Gedenken
Die katholische Kirche hat Maria Laufenberg als Blutzeugin aus der Zeit des Nationalsozialismus in das deutsche Martyrologium des 20. Jahrhunderts aufgenommen.